# Allotrichoma jamaicense
Allotrichoma jamaicense är en tvåvingeart som beskrevs av Wayne N. Mathis 1991. Allotrichoma jamaicense ingår i släktet Allotrichoma och familjen vattenflugor.
Artens utbredningsområde är Jamaica. Inga underarter finns listade i Catalogue of Life.